# Елена Петрова
Елена Петрова е българска актриса.

## Ранен живот
Родена на 1 ноември 1975 г. Завършва театралния клас „4 х С“ при Николай Георгиев. Следва синтетично сценично изкуство в Пловдивския университет.

## Кариера
Работи в Народен театър „Иван Вазов“. Участва в спектаклите „Ах, този джаз“, „Благородният испанец“, „Любовници“, „В полите на Витоша“, „Нора“, „Преспанските камбани“, „Големанов“, „Осъдени души“.
Заедно с Димитър Павлов е водеща на втория сезон на шоуто „Dancing Stars“ по bTV през 2009 г. През 2015 г. е жури в първия сезон на шоуто И аз го мога по Нова телевизия.
Елена Петрова е сред рекламните лица на Данон.
Посланик на добра воля на УНИЦЕФ в България.

## Личен живот
Омъжена е за Аристотелис Фотилас, с когото имат две деца – Александър и Изабела.

## Театрални роли
- „Големанов“
- „Осъдени души“
- „Ах, този джаз“
- „Благородният испанец“
- „Любовници“
- „В полите на Витоша“
- „Нора“
- „Преспанските камбани“

## Награди
- „Награда за женска роля“ за Мария от филма „Козият рог“ от 1994 г. от Московския кинофестивал.
- Награда „Жена на годината“ в категория „Актриси“ през 2010 г.

## Филмография
| Година    | Филми и сериали                                        | Серии | Копродукции                   | Роля                                               |
| --------- | ------------------------------------------------------ | ----- | ----------------------------- | -------------------------------------------------- |
| 2017      | Ние, нашите и вашите                                   | 24    |                               | Лили Иванова                                       |
| 2013      | Вила Роза                                              |       |                               | Теодора (Дора)                                     |
| 2010-2012 | Стъклен дом                                            | 64    |                               | Боряна Касабова                                    |
| 2008      | Людмил и Руслана                                       | 6     |                               | Полина Павлова                                     |
| 2008      | Магна Аура. Изгубеният град                            | 13    | България / Германия / Полша   | Тара                                               |
| 2005      | Морска сол                                             | 30    |                               | Анелия                                             |
| 2005      | Goodbye Hello                                          |       | САЩ                           | Мария                                              |
| 2003      | Княгиня Слуцкая – („Княгиня Слуцкая“)                  |       | Беларус                       |                                                    |
| 2003      | Пътуване към Йерусалим                                 |       | България / Германия / Франция | Зара                                               |
| 2000      | Разбойници-коледари                                    | 6     |                               | мома Самодива                                      |
| 2000      | Хайка за вълци                                         | 6     |                               | Мона, приятелка на Рада, любовница на Иван Шибилев |
| 1997      | Рекет – (Il Racket) Гражданинът въстава – (2 заглавие) | 6     | Италия                        |                                                    |
| 1996      | Дон Кихот се завръща – (Дон Кихот возвращается)        | 2 ч.  | Русия / България              | Алдонса                                            |
| 1994      | Граница                                                |       | България / Франция            | циганката                                          |
| 1994      | Козият рог                                             |       |                               | Мария                                              |